# Colorație Feulgen
Colorația Feulgen (numită și metoda Feulgen) este o metodă de colorație descoperită de către Robert Feulgen, fiind adesea utilizată în citologie și histologie pentru identificarea materialului cromozomal sau a ADN-ului din celulă. Presupune hidroliza acidă a ADN-ului pentru a putea fi colorat, de aceea nu se folosesc acizi tari.

## Metoda
Preparatul este tratat cu acid clorhidric încălzit (60 °C) iar apoi cu reactiv Schiff (fucsină bazică decolorată). În trecut, era necesară o spălare a acestuia cu sulfit pentru decolorare, însă în prezent coloranții sunt deja fabricați astfel. În final, preparatul este deshidratat cu etanol și xilen, și eventual poate fi montat în balsam de Canada.